# Таджикистан на летних юношеских Олимпийских играх 2010
Олимпийская юношеская сборная Таджикистана включает 13 человек . В состав сборной вошли шесть спортсменов: Абдукодир Баротов (метание молота), Баходур Кодиров (вольная борьба), Кристина Зайниддинова (стрельба из лука), Шукрона Шарипова (таэквон-до ВТФ), Сиёвуш Зухуров (бокс), Даврон Атабаев (легкая атлетика, 200 м), а также тренеры и руководитель делегации начальник управления Комитета по делам молодёжи, спорта и туризма при Правительстве Республики Таджикистана Наргис Набиева.

## Медалисты
| Медаль  | Спортсмен       | Вид спорта | Дисциплина                      |
| ------- | --------------- | ---------- | ------------------------------- |
| Серебро | Баходур Кодиров | Борьба     | Юноши, вольная борьба, до 63 кг |

| Медаль | Спортсмен        | Вид спорта | Дисциплина        |
| ------ | ---------------- | ---------- | ----------------- |
| Бронза | Шукрона Шарипова | Тхэквондо  | Девушки, до 44 кг |